# 海德湖
46°44′23″N 9°33′02″E / 46.73972°N 9.55056°E

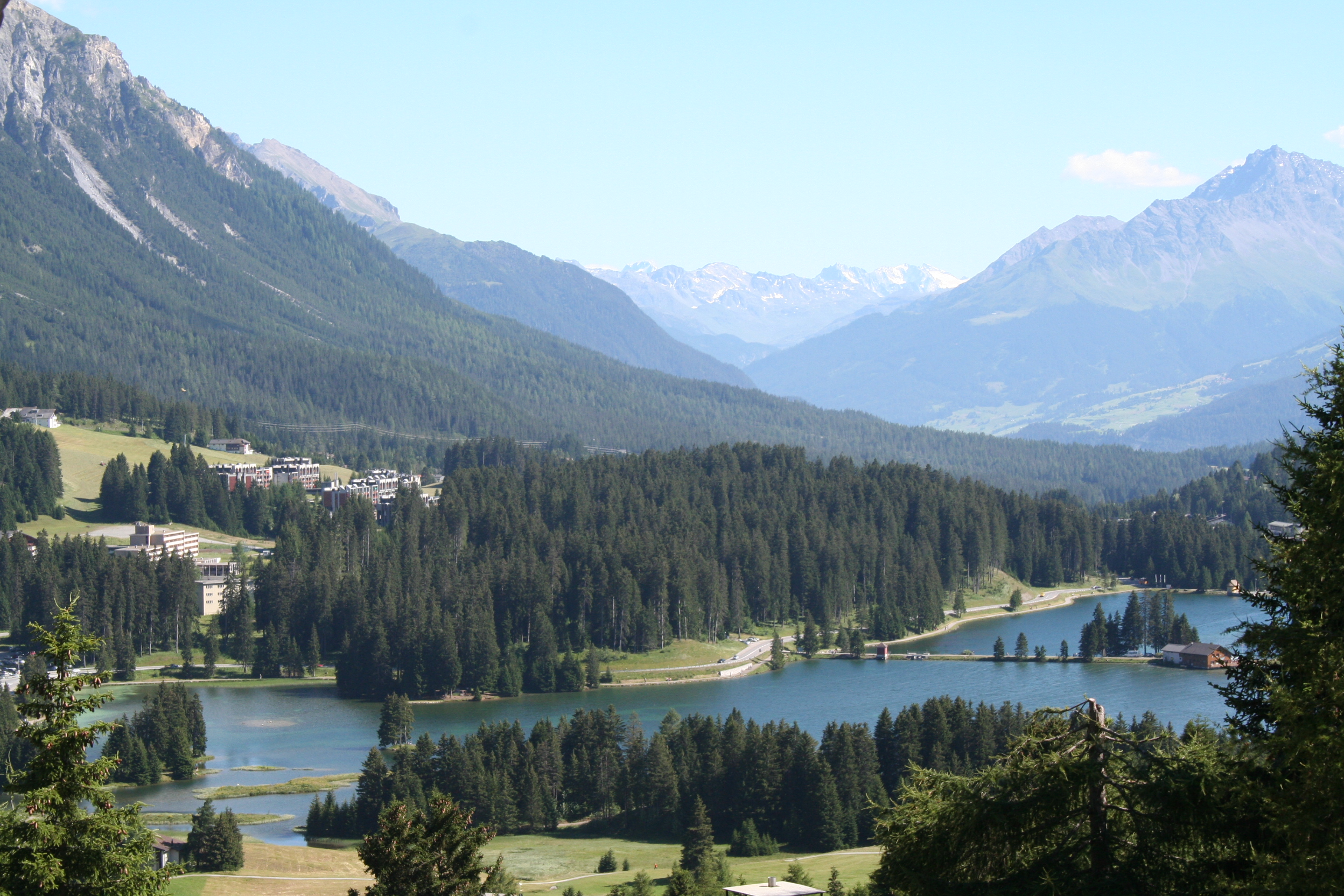

海德湖是瑞士的湖泊，由格勞賓登州負責管轄，長0.6公里、寬0.9公里，面積0.41平方公里，該湖北部和南部被一道水壩分隔，海拔高度1,484米。

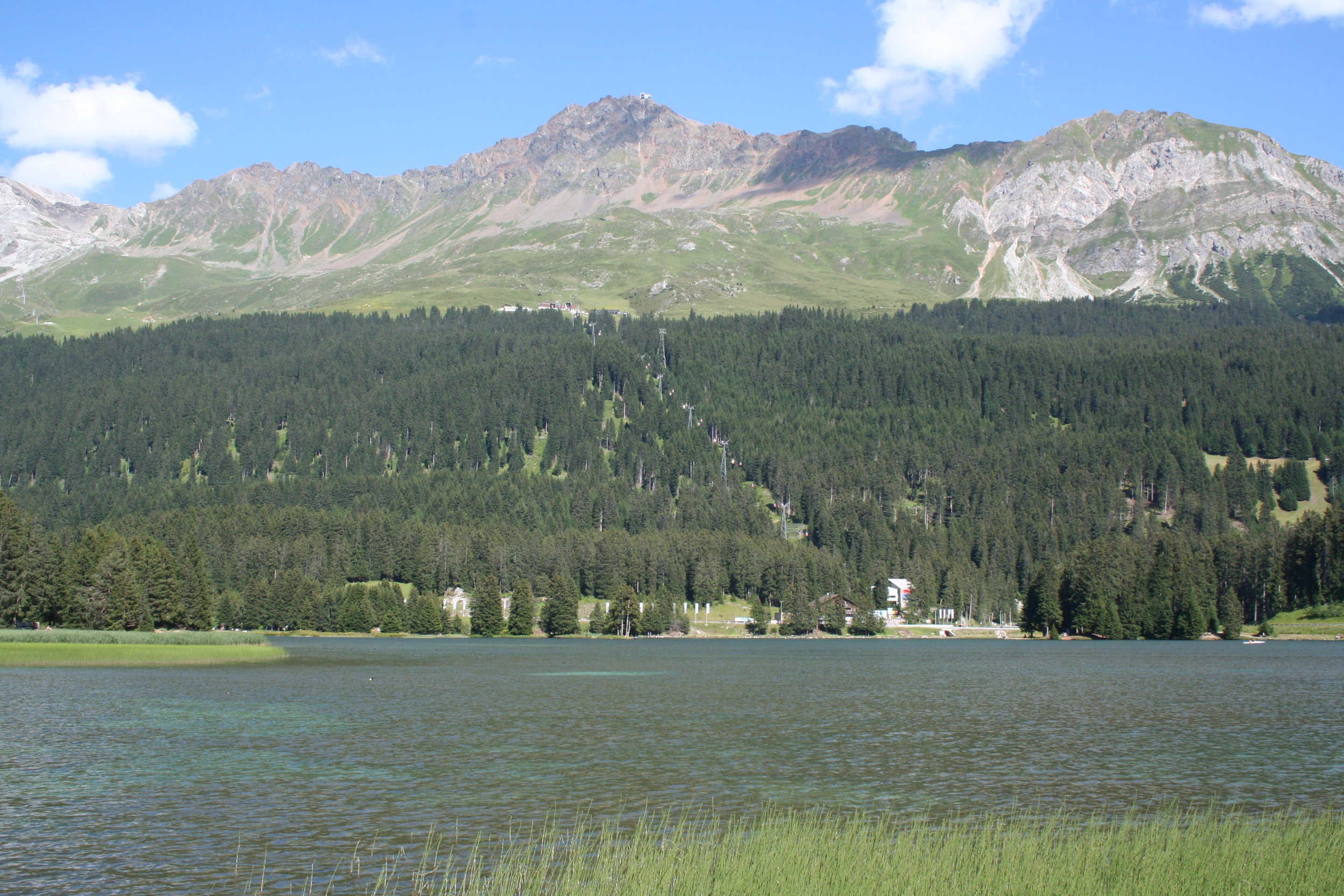

## 外部連結
- Lenzerheide （德文） Tourism information